# Кессельринг, Альберт
А́льберт Ке́ссельринг (нем. Albert Kesselring; 30 ноября 1885, Марктштефт — 16 июля 1960, Бад-Наухайм) — генерал-фельдмаршал люфтваффе. Участвовавший в обеих мировых войнах Кессельринг стал одним из самых успешных командиров нацистской Германии, он является одним из 27 награждённых Рыцарским крестом с дубовыми листьями, мечами и бриллиантами. Получил прозвища «Улыбчивый Альберт» (англ. Smiling Albert) от своих союзников и «Дядя Альберт» (нем. Onkel Albert) от своих солдат, так как был одним из самых популярных немецких генералов Второй мировой войны.
Кессельринг начал военную карьеру фанен-юнкером в 1904 году, его родом войск стала артиллерия. В 1912 году он окончил учёбу на наблюдателя рекогносцировочного аэростата. Кессельринг служил как на Западном, так и на Восточном фронтах Первой мировой войны, после чего был переведён для работы в генеральном штабе. Послевоенное сокращение армии не коснулось Кессельринга, он оставался в ней до 1933 года, когда был переведён в административный департамент Имперского министерства авиации. На этом посту он принимал участие в восстановлении авиационной промышленности страны, после чего в 1936—1938 годах возглавлял штаб люфтваффе.
Во время Второй мировой войны Кессельринг командовал воздушными флотами в Польской и Французской кампаниях, битве за Британию и операции «Барбаросса». Как главнокомандующий на юге, он руководил немецкими войсками на Средиземноморском театре, в том числе Североафриканской кампанией. Кессельринг сдерживал силы Союзников на Итальянском фронте до октября 1944 года, когда попал в автокатастрофу. На заключительном этапе войны он командовал немецкими войсками на Западном фронте. Кессельринг завоевал уважение Союзников как умелый командующий высокого ранга, однако его репутацию омрачили преступления, совершённые войсками под его командованием в Италии.
После войны Кессельринг был осуждён за военные преступления и приговорён к смертной казни, впоследствии приговор был заменён на пожизненное заключение. В 1952 году, в результате кампании политиков и СМИ был освобождён по состоянию здоровья. После освобождения принимал активное участие в деятельности реваншистских организаций, возглавлял возрождённую организацию «Стальной шлем».
Кессельринг является одним из трёх генерал-фельдмаршалов (двое других — Эрих фон Манштейн и Вильгельм Кейтель), издавшим после войны мемуары, — «Soldat bis zum letzten Tag» (Солдат до последнего дня).

## Ранняя жизнь
Альберт Кессельринг родился в баварском Марктштефте 30 ноября 1885 года у Карла Адольфа Кессельринга, школьного учителя и члена городского совета, и Розины Кессельринг, его кузины. Детство Альберт провёл в Марктстефте, где его родственники управляли пивоваренным заводом с 1688 года.
Закончив в 1904 году классическую среднюю школу в Байрейте, Кессельринг вступил в звании фанен-юнкера во 2-й баварский полк пехотной артиллерии. Полк базировался в Меце и отвечал за поддержку его фортов. Кессельринг оставался в полку до 1915 года, за исключением периодов учёбы: в 1905—1906 годах он учился в военной академии, по окончании курса получил чин лейтенанта; в 1909—1910 годах прошёл обучение в артиллерийском училище в Мюнхене.
В 1910 году Кессельринг женился на Луизе Анне Паулине (Лини) Кейсслер, дочери аптекаря из Байрейта; медовый месяц они провели в Италии. Их брак оказался бездетным, но в 1913 году супруги усыновили Райнера, сына двоюродного кузена Альберта, Курта Кессельринга. В 1912 году Альберт окончил обучение на наблюдателя рекогносцировочного аэростата в части дирижаблей — первое близкое знакомство с авиацией.

## Первая мировая война
Во время Первой мировой войны Кессельринг служил вместе со своим полком в Лотарингии до конца 1914 года, когда он был переведён на должность адъютанта командира 1-го баварского полка пехотной артиллерии (6-я армия). 19 мая 1916 года ему было присвоено звание гауптмана. В 1916 году Кессельринг был вновь переведён, в 3-й баварский полк пехотной артиллерии на прежнюю должность. Он проявил себя в битве при Аррасе, с помощью широкого тактического кругозора остановив британское наступление. За заслуги на Западном фронте Кессельринг был награждён Железным крестом 2-го и 1-го классов. В 1917 году он был направлен в Генеральный штаб, служил на Восточном фронте в штабе 1-й баварской пехотной дивизии. В январе 1918 года Кессельринг вернулся на Западный фронт как штабной офицер 2-го и 3-го баварских корпусов.

## Межвоенное время
После войны Кессельринг принял участие в демобилизации, в соответствии с Версальским договором, 3-го баварского корпуса в районе Нюрнберга. Конфликт с лидером местного фрайкора привёл к аресту Кессельринга в 1919 году за его предполагаемое участие в подготовке путча против командования корпуса. Вскоре он был освобождён, но его начальник, майор Ханс Зейлер, пожурил его за проявленную неосмотрительность.
В 1919—1922 годах Кессельринг командовал батареей 24-го артиллерийского полка. 1 октября 1922 года его перевели, в учебный департамент министерства рейхсвера в Берлине. Во время работы в министерстве Кессельринг занимался организацией армии, сокращал штабной контингент для увеличения боеспособности войск при ограниченных ресурсах. Он помог реорганизовать артиллерийский департамент, заложив фундамент для будущих научных исследований и разработок в военном деле. Он принял участие в тайных военных учениях 1924 года в СССР, а также в разработке так называемого «Великого плана» армии из 102 дивизий, разрабатываемого в 1923—1924 годах. В 1929 году Кессельринг вернулся в Баварию в качестве командующего 7-го военного округа. Затем он ненадолго вернулся к работе в министерстве и получил в 1930 году звание оберст-лейтенанта. В 1931—1933 годах Кессельринг командовал дивизионом 4-го артиллерийского полка в Дрездене.
1 октября 1933 года Кессельринг был уволен из армии в запас и назначен начальником административного департамента Рейхскомиссариата авиации (нем. Reichskommissariat für die Luftfahrt), предшественника Рейхсминистерство авиации (нем. Reichsluftfahrtministerium), в звании оберста.
С октября 1934 — генерал-майор.
С июня 1936 по май 1937 — начальник генштаба люфтваффе (генерал-лейтенант).
С июня 1937 — генерал авиации и командующий 3-м округом ВВС (Дрезден). С февраля 1938 — командующий 1-м воздушным флотом.

## Вторая мировая война
За Польскую кампанию Кессельринг награждён планками к Железным крестам (повторное награждение) и Рыцарским крестом.
После Французской кампании Кессельринг произведён в генерал-фельдмаршалы, минуя звание генерал-полковника.
Кессельринг командовал 2-м воздушным флотом во время «Битвы за Британию», а с июня 1941 принял участие в войне против СССР, 2-й воздушный флот обеспечивал наступление группы армий «Центр».
20 июля 1941 года командующий 2-м воздушным флотом генерал-фельдмаршал А. Кессельринг провёл совещание с командирами в связи с предстоящим рейдом люфтваффе на Москву. По его словам, русская авиация была уже практически разгромлена и оказать серьёзного сопротивления не могла. Немецкий лётчик фельдфебель Л. Хавигхорст (L. Havighorsi), который в то время служил в эскадре KG28, вспоминал:
«Накануне удара по русской столице на аэродром Тересполь, где находились два наших отряда, прибыл генерал-фельдмаршал Кессельринг. Он обратился к экипажам:
Мои авиаторы! Вам удавалось бомбить Англию, где приходилось преодолевать сильный огонь зениток, ряды аэростатных заграждений, отбивать атаки истребителей. И вы отлично справились с задачей. Теперь ваша цель — Москва. 
Будет намного легче. Если русские и имеют зенитные орудия, то немногочисленные, которые не доставят вам неприятностей, как и несколько прожекторов. Они не располагают аэростатами и совершенно не имеют ночной истребительной авиации.
Вы должны, как это всегда делали над Англией при благоприятных условиях, подойти к Москве на небольшой высоте и точно положить бомбы. Надеюсь, что прогулка будет для вас приятной.

Через четыре недели войска победоносного вермахта будут в Москве, а это означает конец войне…» 
С декабря 1941 Кессельринг — главнокомандующий немецкими войсками Юго-Запада (Средиземноморье — Италия), также был назначен фюрером и дуче (Бенито Муссолини) как главнокомандующий всей итальянской армией, то есть ВВС, ВМС и сухопутными войсками. Но из-за разногласий с итальянскими генералами отказался от части должностей и стал только командиром итальянских ВВС в африканской кампании и при обороне Италии. Венгерский публицист Дьёрдь Парраги в своей книге «Фашизм во фраке и мундире» пишет: 
«Находясь с 1943 на посту командующего германскими военно-воздушными силами в Италии и бассейне Средиземного моря, он установил в Италии железную военную диктатуру. Весной 1944 года по его приказу в Адреатинских рвах близ Рима были казнены 335 заложников-итальянцев —мужчин, женщин и детей. Итальянский народ знает его как главного палача Мардзаботто. Эта небольшая мирная деревушка была разрушена по его личному приказу. Отступающие гитлеровские палачи уничтожили всех её жителей. Когда беззащитные жители села, на которых напали эсэсовцы, в отчаянии бросились в церковь в надежде найти там спасение, головорезы Кессельринга обстреляли церковь из автоматов, а затем ворвались внутрь и расстреляли всех собравшихся там жителей, в том числе и детей. Кровавая расправа палачей закончилась „салютом“ из автоматов по алтарю».
Также за время командования Кессельринга в Италии ни одно крупное военное решение не было принято без его личного согласия.
Во время отступления немецких войск из Неаполя приказал уничтожить все портовые сооружения, вывезти или взорвать все заводы, затопить корабли, которые не могли уйти, чтобы те мешали кораблям союзников. Однако приказал оставить в сохранности все больницы, мосты, церкви, водопровод, канализацию и памятники архитектуры.
В феврале 1942 награждён Дубовыми Листьями к Рыцарскому кресту, в июле 1942 — Мечами к Рыцарскому кресту с Дубовыми Листьями, в июле 1944 — Бриллиантами к Рыцарскому кресту с Дубовыми Листьями и Мечами.
С 18 марта 1945 — главнокомандующий на Западе. 8 мая 1945 сдался в плен американцам.

## После войны
В 1947 году английский военный трибунал в Венеции приговорил Кессельринга к смертной казни по обвинению в гибели 335 итальянцев — мирных жителей. Однако против этого приговора выступили западногерманские и англо-американские друзья Кессельринга. Им удалось добиться замены смертной казни пожизненным заключением. Бывший генерал-фельдмаршал и сам считал действия против партизанских соединений необходимым элементом борьбы против вооружённого противника. После этого Кессельринг был переведён в комфортабельную тюрьму, где, получив чернила и бумагу, начал писать мемуары.
В 1952 году Кессельринг был освобождён по состоянию здоровья. Канцлер Аденауэр назначил Кессельринга не только своим ближайшим военным советником, но и председателем возрождённой организации «Стальной шлем» (в своё время она действовала как преторианская армия А. Гугенберга, которая помогла Гитлеру прийти к власти). Кессельринг не раскаялся в военной агрессии Германии, к которой имел непосредственное отношение. В мемуарах он упрекает Гитлера, о котором пишет с особенно большим почтением, в том, что тот совершил в своей политике крупную ошибку, не заключив с Францией после её разгрома военного союза против СССР. Кессельринг предлагал, основываясь на соглашении между Аденауэром и де Голлем, начать новый поход на Восток и в первую очередь против Советского Союза. Фельдмаршал вынашивал планы новой войны.
Оставшиеся годы жизни он посвятил защите бывших немецких генералов от обвинений, связанных с их действиями во время войны. В 1960 году он умер от сердечного приступа в возрасте 74 лет.

## Награды
- Железный крест 2-го и 1-го класса (1914)
- Баварский орден «За военные заслуги» 4-го класса с мечами и короной
- Орден Альбрехта рыцарский крест 2-го класса с мечами
- Медаль «За выслугу лет в Вермахте» с 4-го по 1-й класс
- Медаль «В память 1 октября 1938 года» (1938)
- Пряжка к Железному кресту 2-го класса (12 сентября 1939)
- Пряжка к Железному кресту 1-го класса (25 сентября 1939)
- Рыцарский крест Железного креста с Дубовыми Листьями, Мечами и Бриллиантами
  - Рыцарский крест (№ 3) (30 сентября 1939)
  - Дубовые листья (№ 78) (25 февраля 1942)
  - Мечи (№ 15) (18 июля 1942)
  - Бриллианты (№ 14) (19 июля 1944)
- Знак «Лётчик-наблюдатель» в золоте с бриллиантами
- Нагрудная планка люфтваффе «Тяжёлый истребитель» в золоте с подвеской «400» (боевых вылетов)
- Манжетная лента «Африка»
- Орден Короны Италии большой крест
- Упоминался в Вермахтберихт (8 октября 1940, 26 октября 1940, 9 ноября 1940, 20 ноября 1940, 25 октября 1940, 19 июня 1941, 6 августа 1941, 7 августа 1941, 19 сентября 1941, 18 октября 1941, 19 октября 1941, 17 июня 1942, 10 сентября 1943)